# Wiszniouka (obwód brzeski)
Wiszniouka (biał. Вішнёўка; ros. Вишнёвка) – wieś na Białorusi, w obwodzie brzeskim, w rejonie iwacewickim, w sielsowiecie Domanowo, nad Hrywdą i w pobliżu jej ujścia do Szczary.
Przez wieś przebiegają linia kolejowa Moskwa - Mińsk - Brześć oraz droga magistralna M11.
Do 1964 roku miejscowość nosiła nazwę Gnojno (biał. Гнойна; ros. Гнойно). W dwudziestoleciu międzywojennym Gnojno leżało w Polsce, w województwie nowogródzkim, do 22 stycznia 1926 w powiecie słonimskim, w gminie Byteń; następnie w powiecie baranowickim, w gminie Dobromyśl. Po II wojnie światowej w granicach Związku Radzieckiego. Od 1991 w niepodległej Białorusi.